# Orientus ishidae
Orientus ishidae (oosterse mozaïekdwergcicade) is een cicade uit de familie van de dwergcicaden (Cicadellidae). De wetenschappelijke naam van deze soort is voor het eerst voorgesteld als Phlepsius ishidae door Shōnen Matsumura in een publicatie uit 1902. De soort is vernoemd naar de Japanse entomoloog Masato Ishida (1877–1940), die het eerste specimen van deze soort heeft gevonden (in Sapporo).

## Kenmerken
De oosterse mozaïekdwergcicade meet 4,3 tot 6,5 millimeter. De voorvleugels zijn hoofdzakelijk geelbruin en vertonen als gevolg van de donkere adering en donkere dwarsstreping een mozaïekpatroon.

## Verspreiding
Deze soort komt oorspronkelijk in Oost-Azië voor waaronder het Russische Verre Oosten, Korea, Japan, Taiwan en de Filipijnen. De soort is begin jaren '50 geïntroduceerd in het oostelijk deel van Canada en de Verenigde Staten en later in Europa. In 1998 is deze soort voor het eerst in Noord-Italië aangetroffen en van daaruit heeft de soort zich verspreid over een groot deel van Europa. De oosterse mozaïekdwergcicade is in Nederland voor het eerst in 2009 waargenomen en in België voor het eerst in 2017.

## Biotoop
In Nederland komt de oosterse mozaïekdwergcicade voornamelijk voor in stedelijk gebied, langs rivieren, in bosranden en in heggen. In Italië ook bij wijngaarden en appelboomgaarden.

## Levenswijze
De soort kent één generatie per jaar. De volwassen dieren vliegen van juni tot in oktober met een piek in augustus. De soort overwintert als ei onder de schors van verschillende soorten bomen.

## Waardplanten
De larven en en volwassen dieren leven op:
- Araliaceae
  - Aralia spinosa
  - Klimop (Hedera helix)
- Asteraceae
  - Zonnebloem (Helianthus annus)[3]
- Berberidaceae
  - Berberis
- Betulaceae
  - Ruwe berk (Betula pendula)
  - Haagbeuk (Carpinus betulus)
  - Hazelaar (Corylus avellana)
  - Europese hopbeuk (Ostrya carpinifolia)
- Cornaceae
  - Rode kornoelje (Cornus sanguinea)
- Fabaceae
  - Amerikaanse indigostruik (Amorpha fruticosa)[3]
  - Beuk (Fagus sylvatica)
  - Valse christusdoorn (Gleditsia triacanthos)
  - Moeraseik (Quercus palustris)[2]
  - Zomereik (Quercus robur)
  - Robinia (Robinia pseudoacacia)
- Grossulariaceae
  - Kruisbes (Ribes uva-crispa)
- Juglandaceae
  - Zwarte walnoot (Juglans nigra)
  - Walnoot (Juglans regia)
- Malvaceae
  - Linde (Tilia)
- Oleaceae
  - Recht Chinees klokje (Forsythia viridissima)
  - es (Fraxinus excelsior)
- Papaveraceae
  - Stinkende gouwe  (Chelidonium majus)
- Rosaceae
  - Dwergkrentenboompje (Amelanchier spicata)
  - Chinese sierkwee (Chaenomeles speciosa)
  - Kweepeer (Cydonia oblonga)
  - Koraalmeidoorn (Crataegus rhipidophylla)
  - Appel (Malus domestica)
  - Wilde appel (Malus sylvestris)[3]
  - Zoete kers (Prunus avium)
  - Pruim (Prunus domestica)
  - Kerspruim (Prunus cerasifera)[3]
  - Laurierkers (Prunus laurocerasus)
  - Hondsroos (Rosa canina)
  - Zwarte braam (Rubus fruticosus)
- Salicaceae
  - Witte abeel (Populus alba)
  - Zwarte populier (Populus nigra)
  - Schietwilg (Salix alba)
  - Treurwilg (Salix babylonica)
  - Boswilg (Salix caprea)
  - Kraakwilg (Salix fragilis)
  - Bittere wilg (Salix purpurea)
- Sapindaceae
  - Spaanse aak (Acer campestre)
- Ulmaceae
  - Gladde iep (Ulmus minor)
- Urticaceae
  - Grote brandnetel (Urtica dioica)
- Viburnaceae
  - Tinus-sneeuwbal (Viburnum tinus)
- Vitaceae
  - Wijnstok (Vitis vinifera)
  - Vitis riparia[3]

De oosterse mozaïekdwergcicade kan het Flavescence dorée fytoplasma overdragen op wijnstok, waardoor de druivenplanten worden aangetast.